# Lino Grassi
Lino Grassi (ur. 23 września 1931 w Cannuzzo di Cervia) – włoski kolarz szosowy, srebrny medalista szosowych mistrzostw świata.

## Kariera
Największy sukces w karierze Lino Grassi osiągnął w 1955 roku, kiedy zdobył srebrny medal w wyścigu ze startu wspólnego amatorów podczas szosowych mistrzostw świata we Frascati. W zawodach tych wyprzedził go jedynie jego rodak Sante Ranucci, a trzecie miejsce zajął kolejny Wloch - Dino Bruni. Był to jednak jedyny medal wywalczony przez Grassiego na międzynarodowej imprezie tej rangi. Ponadto wygrał między innymi włoski Coppa Sabatini oraz francuski GP Courrier Picard w 1956 roku. W 1957 roku zajął 28. miejsce w Giro d'Italia. Nigdy nie wystąpił na igrzyskach olimpijskich. Jako zawodowiec startował w latach 1955-1961.